# Ћингдао
Ћингдао или Цингтао (кин: 青岛, Qīngdǎo) град је у покрајини Шандунг на истоку Народне Републике Кине. Ћингдао је и лука на Тихом океану. Према процени из 2009. у граду је живело 1.713.708 становника.

## Историја
Ћингдао је млад град настао тек пре око 110 година.
Крајем 19. века власти династије Ћинг су планирале да на овом месту подигну морнаричку базу. Међутим, њихови планови се нису остварили, а 1897. простор данашњег Ћингдаоа је уступљен Немачкој. Немци су овде подигли морнаричку базу, прве улице, институције и, данас чувену и највећу кинеску, пивару Ћингдао.
Почетком Првог светског рата град су окупирали Јапанци. Под кинеску власт Ћингдао је дошао 1922, да би током Другог светског рата град био под јапанском окупацијом. Комунистичке власти Народне Републике Кине су заузеле Ћингдао 1949.
Од усвајања политике економског отварања Кине према свету 1984, Ћингдао се развио у важан индустријски и лучки центар. Град је уједно седиште северног крила кинеске ратне морнарице.

## Географија

### Клима
| Клима (Ћингдао)            | Клима (Ћингдао) | Клима (Ћингдао) | Клима (Ћингдао) | Клима (Ћингдао) | Клима (Ћингдао) | Клима (Ћингдао) | Клима (Ћингдао) | Клима (Ћингдао) | Клима (Ћингдао) | Клима (Ћингдао) | Клима (Ћингдао) | Клима (Ћингдао) | Клима (Ћингдао) |
| Показатељ \ Месец          | .Јан.           | .Феб.           | .Мар.           | .Апр.           | .Мај.           | .Јун.           | .Јул.           | .Авг.           | .Сеп.           | .Окт.           | .Нов.           | .Дец.           | .Год.           |
| -------------------------- | --------------- | --------------- | --------------- | --------------- | --------------- | --------------- | --------------- | --------------- | --------------- | --------------- | --------------- | --------------- | --------------- |
| Средњи максимум, °C (°F)   | 2,6 (36,7)      | 3,8 (38,8)      | 8,7 (47,7)      | 14,4 (57,9)     | 19,7 (67,5)     | 23,3 (73,9)     | 26,7 (80,1)     | 28,3 (82,9)     | 24,9 (76,8)     | 19,7 (67,5)     | 12,4 (54,3)     | 5,3 (41,5)      | 15,8 (60,4)     |
| Просек, °C (°F)            | −0,9 (30,4)     | 0,2 (32,4)      | 4,8 (40,6)      | 10,4 (50,7)     | 15,8 (60,4)     | 19,9 (67,8)     | 23,8 (74,8)     | 25,3 (77,5)     | 21,5 (70,7)     | 16,1 (61)       | 9,0 (48,2)      | 2,0 (35,6)      | 12,4 (54,3)     |
| Средњи минимум, °C (°F)    | −3,7 (25,3)     | −2,5 (27,5)     | 2,0 (35,6)      | 7,5 (45,5)      | 12,9 (55,2)     | 17,6 (63,7)     | 21,9 (71,4)     | 23,0 (73,4)     | 18,6 (65,5)     | 13,2 (55,8)     | 6,0 (42,8)      | −0,8 (30,6)     | 9,6 (49,3)      |
| Количина падавина, mm (in) | 10,5 (4,13)     | 12,4 (4,88)     | 21,0 (8,27)     | 36,4 (14,33)    | 50,9 (20,04)    | 82,7 (32,56)    | 177,1 (69,72)   | 156,0 (61,42)   | 90,2 (35,51)    | 46,5 (18,31)    | 26,6 (10,47)    | 9,7 (3,82)      | 720 (283,5)     |
| [ тражи се извор ]         |                 |                 |                 |                 |                 |                 |                 |                 |                 |                 |                 |                 |                 |

## Становништво
Према процени, у граду је 2009. живело 1.713.708 становника.
| 1990.     | 2000.     | 2009.     |
| --------- | --------- | --------- |
| 1.253.054 | 1.514.444 | 1.713.708 |

## Партнерски градови
- Падерборн
- Вила Веља
- Ријека
- Виторија
- Ness Ziona
- Брест
- Клајпеда
- Регензбург
- Рамат Ган
- Лонг Бич
- Санкт Петербург
- Перм
- Окланд
- Чијанг Мај